# M/F Glutra
M/F Glutra är en norsk ro-rofärja som trafikerar linjen mellan Bognes och Skarberget i Nordland fylke.
Färjan byggdes år 2000 av Langsten Slip & Båtbyggeri åt Møre og Romsdal Fylkesbåtar. Hon drivs, som första färja någonsin med LNG, och är försedd med fyra gasdrivna generatorer från Mitsubishi på 675 kW vardera som driver två bogpropellrar. Hon har två 32 m³ tankar för LNG som fylls på natten  när färjan ligger i hamn tömd för  passagerare, cirka var femte dygn. Glutra utsågs till Ship of the Year år 2000.
Fylkesbåtarna fusionerade med Fjord1 år 2005 och år 2010 lät de förlänga Glutra med 26 meter vid skeppsvarvet Stocznia Północna i Gdynia. Hon trafikerade rutten mellan Flakk och Rørvik i Trøndelag fylke till år 2019 varefter hon lades upp. 
2021–2022 byggdes hon om till hybriddrift vid 
Westcon Yards i Florø.